# كهف ألوتيلا
كهف ألوتيلا المعروف أيضًا باسم كهف ألوتيلا الغامض (بالبنغالية: আলুটিলা গুহা) هو كهف يقع في ماتيرانجا أوبازيلا في منطقة تل خاجراتشاري، بنغلاديش. تَشكَّل الكهف داخل تلة يبلغ ارتفاعها 1000 متر تسمى Alutila (تل البطاطا) أو Arbari Hill. منطقة التل محاطة بغابة خضراء عميقة.
يبلغ طول الكهف 100 متر. له شكل يشبه المترو الطبيعي مع تدفق الماء البارد في الأسفل. الكهف مظلم جدًا لدرجة أن المشاعل أو الشعلات المباعة محليًا تُستخدم لرؤية جيدة بما يكفي للسير حول الكهف.